# Laura Veccia Vaglieri
Laura Veccia (Scavalli) Vaglieri, nata Laura Vaglieri (1893 – Roma, 19 agosto 1989), è stata un'orientalista e arabista italiana, accreditata a livello internazionale per la sua grande competenza sulla cultura arabo-islamica e la lingua araba.

## Biografia
Figlia dell'illustre archeologo ed epigrafista Dante Vaglieri (1865 – 1913), studiò sotto la direzione di Ignazio Guidi all'Università degli Studi di Roma.
Fu docente di arabo nella Scuola di Lingue Orientali di Roma in Via Lucrezio Caro, 67 (che faceva parte dell'Istituto per l'Oriente, di cui  fu a lungo Consigliera.
Professore ordinario (e poi emerito) nell'Istituto Universitario Orientale di Napoli, fu autrice di alcuni fra i più importanti libri riguardanti l'analisi storica e istituzionale del mondo arabo e musulmano. Innanzitutto, quella che fino ad oggi è la più nota grammatica della lingua araba, la Grammatica teorico-pratica della lingua araba (2 voll., Istituto per l'Oriente, Roma, 1937), concepita anche per gli autodidatti.
Inoltre, a definire l'autorevole contributo della Veccia Vaglieri concorrono un'eccellente sintesi sull'Islam classico (L'Islam da Maometto al secolo XVI, in "Storia Universale" (direttore Ernesto Pontieri), Vallardi, Milano, 1963), uno scritto apologetico (Apologia dell’Islamismo, A. F. Formiggini, Roma, 1925) e numerosi eccellenti articoli sul periodo del primo Islam.
Fu collaboratrice dell'Encyclopaedia of Islam / Encyclopédie de l'Islam, la più accreditata enciclopedia sulla cultura islamica (approntata dai maggiori esperti internazionali, e da accademici e studiosi), e scrisse diversi articoli per la Cambridge History of Islam.

## Vita privata
Sposò Edoardo Veccia Scavalli dal quale ebbe tre figli: Alberto, Giorgio e Giacomo.